# Aeropuerto Nacional Palo Verde
El Aeropuerto Nacional Palo Verde o Aeropuerto Nacional de Santa Rosalía (IATA: SRL), está situado en el poblado de Palo Verde, a 40 kilómetros al sur de Santa Rosalía, Baja California Sur, México, una ciudad localizada en la costa del Golfo de California. El aeropuerto también es conocido como Chivato Bay y las siglas CIB son usadas como identificador. Actualmente presta servicio aerolíneas regionales, además de la aviación general.